# Campionati mondiali lunga distanza a squadre di sci alpinismo 2025
I Campionati mondiali lunga distanza a squadre di sci alpinismo 2025 sono stati la 4ª edizione della competizione mondiale di sci alpinismo. Si sono svolti il 26 aprile 2026 durante la gara del Trofeo Mezzalama, in Italia. 

## Podi
| Evento         | Oro                                         | Argento                                    | Bronzo                                 |
| Gara maschile  | Italia Michele Boscacci Robert Antonioli    | Francia Xavier Gachet William Bon Mardion  | Francia Mathéo Jacquemoud Samuel Equy  |
| Gara femminile | Francia Emily Harrop Axelle Gachet-Mollaret | Italia Alba De Silvestro Giulia Compagnoni | Italia Ilaria Veronese Lisa Moreschini |

## Medagliere
| Posiz. | Nazione | Oro | Argento | Bronzo | Totale |
| ------ | ------- | --- | ------- | ------ | ------ |
| 1      | Italia  | 1   | 1       | 1      | 3      |
| 1      | Francia | 1   | 1       | 1      | 3      |
| Totale | Totale  | 2   | 2       | 2      | 6      |